# Diécké
Diécké est une des sept sous-préfectures de la préfecture de Yomou, rattachée à la préfecture de Yomo région de Nzérékoré.

## Histoire

### Historique du village
D’après les chroniqueurs, Diécké n’est qu’une déformation du mot Manon «Yékè » qui signifie « pour ne pas que » « au risque de » car il semble que ce peuple jadis dispersé était victime des attaques, c’est pourquoi Nyan Soua fondateur dudit village fait appel à l’unité, dans l’optique de mettre fin à la fuite devant l’ennemi.

## Population
En 2020, le nombre d'habitants est estimé à 64 801, à partir d'une extrapolation officielle du recensement de 2020 qui en avait dénombré 31 799 .

### Cadre Physique
La Sous-préfecture de Diécké, couvre une superficie de 1 560 km2, elle est située entre  6°25’ et 7°20’ de latitude nord et entre  9°25’ et 10°15’ de longitude ouest, avec une population de 45 251 habitants (recensement 2005), soit une densité de 29 habitants au Km2
Elle est limitée: 
•	Au Nord par la préfecture de N’Zérékoré.
•	Au Sud par la République du Libéria
•	A l'Est par la Sous-préfecture de Bounouma
•	A l’Ouest par les Sous-préfectures de Bignamou et de Péla
Elle comprend 12 Districts qui sont: Baala, Danié, Koïmpa, Korohouan, Gampa, Guêpa, Naapa, Nimpa, Saoro,  Soopa, Diécké I et Diécké II.
Le climat est de type sub-équatorial,  caractérisé par l’alternance de deux (2) saisons: une pluvieuse allant de mars à octobre et une sèche allant de novembre à février. Le climat est sous l’influence de deux grands mouvements atmosphériques antagonistes. D’une part l’harmattan vent desséchant, détermine la durée et la rigueur de la saison sèche et d’autre part la mousson atlantique chargée d’humidité et de direction sud-ouest.
Les moyennes maximales pluviométriques enregistrées (2005-2009) varient  de 1800 à 2500 mm par an environ, les maximas pluviométriques sont constatés en  Août- Septembre.
L’humidité relative est élevée avec un maximum de 97% pour le maximum et 44 à 49% pour le minimum.  
La température minimale est de 24°C et le maxima est de 28°C.
Le relief de la sous-préfecture est accidenté, il est formé par une succession de collines, de plateaux et de vallées, qui longent les cours d’eau auxquels s’tendent des bas fonds étroits et de petites plaines aux sols hydromorphes limoneux favorables à la riziculture. On peut, cependant noter quelques élévations: Lema 615m, Souokoton 510m, Gba 420m.  
La dominance d’une saison pluvieuse de 8 mois favorise l’existence d’un réseau hydrographique très dense. Les rivières se dirigent vers le fleuve Mani qui sont: Gbin, Yizolo, Gon.
Lors des pluies, les zones basses du village sont inondées. Les eaux de ruissellement créent des rigoles et des crevasses dans le village.
La sous-préfecture était jadis couverte de forêts denses primaires et variées. La majeure partie de la sous-préfecture est couverte aujourd’hui d’une mosaïque constituée de relique de lambeaux forêts denses et humides (Mont Souokoton et de certaines hautes montagne dans la Forêt classée de Diécké au Sud de N’Zérékoré environ  40 Km).  La faune est riche et variée, mais elle est aujourd’hui en voie de disparition à cause du recul de la forêt et du braconnage à savoir: les singes rouges les céphalophes à flancs roux  et à dos Jaune ; les pangolins hippopotames, les damas d’arbre et une gamme variée de reptiles.